# Karancsság
Karancsság es un pueblo ubicado en el condado de Nógrád, Hungría.

## Superficie
Posee una superficie de 21,39 kilómetros cuadrados.

## Demografía
Hasta 2021 la población era de 1224 habitantes, con una densidad de población de 57,22 habitantes por kilómetro cuadrado.